# Tanacetum abrotanifolium
Tanacetum abrotanifolium — вид рослин з родини айстрових (Asteraceae), поширений у західні Азії.

## Опис
Це багаторічна трава 60–100 см заввишки.

## Середовище проживання
Поширений у східній і північно-східній Туреччині, у Грузії, Вірменії, Азербайджані.